# De oorlogen van Obama
De oorlogen van Obama (Obama's Wars) is een boek over de beleidsdiscussies binnen de regering van de Amerikaanse president Barack Obama met betrekking tot de gevoerde oorlogen in Irak en Afghanistan van de Amerikaanse journalist Bob Woodward.

## Oorspronkelijke publicatie
Het boek van de bekende winnaar van de Pulitzerprijs, de onderzoeksjournalist Woodward, verscheen op 27 september 2010 bij uitgeverij Simon and Schuster. Het kwam op 23 november 2010 uit in de Nederlandse vertaling bij uitgeverij Balans. Woodward werd na de publicatie geïnterviewd door de tv-journalist Diane Sawyer tijdens het landelijke ABC News om het boek te promoten in oktober en ook door de PBS-journalist Charlie Rose.

## Synopsis
Het boek behandelt in chronologische volgorde vanaf het begin van de regering van Obama de interne debatten en discussies en beleidsbeslissingen over hoe men omgaat met de lopende oorlog in Afghanistan, Irak en de spanningen en bemoeienissen met de omringende landen. Hierbij wordt vooral ingegaan op de rol van de president in diens functie van Commander in chief van het Amerikaanse leger en geeft een beeld van hoe deze met zijn medewerkers en sleutelfiguren zaken aanpakt. De auteur baseerde zich hierbij op interne memo's, beleidsstukken, geheime documenten en interviews met alle geportretteerden. Hij beschrijft hoe de president en zijn directe werkomgeving omgaan met de voorliggende dilemma's als het voorkomen en stoppen van terroristische acties, het voorkomen van escalatie tot een atoomconflict en de angst die speelt omdat men weet dat de voorbereiding en maatregelen mogelijk niet adequaat zullen zijn om alles te voorkomen.

## Opzet en structuur
Elke sleutelfiguur wordt voorgesteld vanaf het moment dat die betrokken raakte bij de problemen en/of aangesteld werd door de nieuwe regering in een nieuwe functie. Ook de scheidende spelers die werkten voor de regering Bush worden ten tonele gevoerd en aangegeven wordt wat zij voorafgaand aan de regeerperiode gedaan hebben. Inzichtelijk wordt beschreven hoe de verschillende apparaten ambtelijke stammenstrijden voeren, elkaar soms onbedoeld en soms bedoeld tegenwerken, hoe de president manoeuvreert om alles in goede banen te helpen leiden en knopen doorhakt. Gekozen is voor een direct meekijken door de lezer aangezien de auteur deze meeneemt bij letterlijk in dialoogvorm weergegeven vergaderingen, bijeenkomsten en conversaties. Inzichtelijk wordt gemaakt hoe de president moet blijven proberen een visie en besluiten te formuleren te midden van een groep personen en organisaties die hem allen ten dienste staan maar soms tegengestelde deelbelangen en prioriteiten hebben.